# Laddningsregulator (solpanel)
Laddningsregulator används för solpaneler som en funktion för att främst skydda batteriet mot överladdning.
För laddningsregulatorer kopplade till blyackumulatorer för hemmabruk, 12-24 Volt så gäller att samtliga regulatorer skyddar batteriet mot överladdning. De flesta har också inbyggt skydd för att strömmen inte ska gå bakvägen när det är mörkt och ladda ur batteriet. Flertalet regulatorer indikerar om laddning pågår.
Det finns främst tre klasser av regulatorer.
- Enkel regulator är en brytare som laddar konstant tills underhållsladdspänningen har uppnåtts. Finns i två varianter med relä eller halvledarrelä.
- PWM (Pulse Width Modulation innebär en konstant laddning upp till 80%. Laddar de sista 20% något snabbare än en Enkel regulator. Kan minska avdunsting av elektrolyt och produktion av vätgas.
- MPPT (Maximum Power Point Tracker) som under rätt omständigheter kan ge 30-40% snabbare laddning upp till 80% varefter de oftast övergår till PWM. Störst fördel vid låg temperatur och om den har stöd för det. Innehåller en Spänningsomvandlare (DC/DC) och kan därför hålla solpanelen vid dess optimala verkningsgrad då solpanelen inte tvingas ner till batterispänningen. Spårar kontinuerligt vid vilken panelspänning man får ut mest effekt.

Extra funktioner som kan erhållas är
- Skydd mot djupurladdning av batteriet.
- Möjlighet att ställa in laddningsparametrar och larmgränser
- Ujämningsladdning (Equalizing), Periodisk överladdning för att jämna ut laddningskillnad mellan batteriets celler.